# Hrvoje Ištuk
Hrvoje Ištuk (Bugojno, 8. studenoga 1935. – Sarajevo, 22. veljače 2002.), bio je hrvatski i bosanskohercegovački političar iz Bosne i Hercegovine.

## Životopis
Rođen je u Bugojnu. U Sarajevu studirao na Filozofskom fakultetu na Odsjeku za jezik i književnost. Obnašao je visoke političke dužnosti. Bio je glavni direktor RTV Sarajevo. 
Suosnivač Instituta za nacionalne odnose u Sarajevu. Predsjedavao je Savjetom Enciklopedije Jugoslavije za Bosnu i Hercegovinu.
Obnašao je dužnost sekretara Predsjedništva Centralnog Komiteta Bosne i Hercegovine u dva mandata. Bio je jedan od najbližih suradnika Branka Mikulića. Zalagao se za jačanje političke pozicije Bosne i Hercegovine u SFRJ. 
Dobitnik je nagrade ZAVNOBIH-a  (Zemaljsko antifašističko vijeće narodnog oslobođenja Bosne i Hercegovine) 1982. godine. Priznanje se dodjeljivalo za "izuzetan stvaralački doprinos razvitku Socijalističke Republike Bosne i Hercegovine".
Zaslugom Branka Mikulića, Hrvoja Ištuka i ponajviše bivšeg bugojanskog gradonačelnika Stjepana Domaćinovića Kokana, napravljena je nova velika Titova vila u lovištu "Koprivnica" pokraj Bugojna. Preko tih veza napravili su velike tvornice i zaposlili mnogo ljudi. Krajem 60- tih godina bio je direktor gimnazije u Bugojnu.
Radio na čuvanju i predstavljanju baštine Hrvata u Bosni i Hercegovini. Osobito je to bilo na području postignuća bosanskih franjevaca.
Borio se je za ravnopravnost hrvatskog jezika u Bosni i Hercegovini. Svjedoci govore da se o tome počelo voditi više račune u vrijeme Branka Mikulića, premda je sam svoje izvorno hrvatstvo svjesno ukomponirao u “bosanstvo” i “jugoslavenstvo”, ne vidjevši uopće alternative tomu. Mnogi su zaslužni za to da je i pored ovakvog političara uslijedilo veće davanje pozornosti hrvatskom jeziku u Bosni i Hercegovini, ali za pravo govora i pisanja hrvatskim jezikom u Bosni i Hercegovini u to doba nitko među bh. političarima - Hrvatima nije bio zaslužan kao Hrvoje Ištuk. Neki Hrvati su za tu činjenicu zahvaljivali i Ištuku i Mikuliću. Unitaristi to su doživljavali kao drskost i s teškoćama su suzbijali bijes, ali nisu poduzimali akcije, barem ne u onoj mjeri koje su snašle Hrvatsku nakon sječe hrvatskog proljeća.
Član je Olimpijskog komiteta za organizaciju 14. Zimskih olimpijskih igara u Sarajevu 1984. godine. Bile su to najbolje organizirane i najposjećenije olimpijske igre do tada.
Član je CK SKJ na 13. kongresu održanom od 25. do 28. lipnja 1986. godine u Beogradu.
Velikosrpske i jugounitarističke snage zatirale su svaku emancipaciju hrvatstva, osobito onog u BiH i nisu trpile takvu osobu na visokom položaju. Usponom tih snaga tijekom 1980-ih na udar je došao Hrvoje Ištuk. Prvo je izbačen iz vrha Partije, a potim i iz same stranke: krajem 1988. je isključen iz Centralnog Komiteta Saveza Komunista Jugoslavije (CK SKJ), a politički izgon s položaja nastavljen je dalje, te je za godinu dana je isključen iz Saveza Komunista Jugoslavije i smijenjen sa svih dužnosti. Neki izvori spominju da je Ištuk uvijek galamio protiv nacionalizma, pogotovo hrvatskog.
Početkom 90-tih godina istakao je potrebu ubrzanja transformacije triju vladajućih nacionalnih stranaka "sve dotle dok se njihovi programi i praktični čini ne nađu u točki ne samo lojalnosti prema suverenitetu Bosne i Hercegovine, već i prema zaštiti i obrani tog suvereniteta. U njihovoj okrenutosti građanima Bosne i Hercegovine, interesima tih građana-ne amnestirajući, naravno i opozicione stranke leži njihova i konkretna i povijesna odgovornost za sudbinu države Bosne i Hercegovine". Dalje je naglašavao, u slučaju da se političkim razgovorima ne može postići dogovor o pozicije Bosne i Hercegovine koja će biti istovjetna drugim republikama, Ištuk predlaže referendum, te smatra kako bi u svakom slučaju trebalo započeti stvaranje bosanskohercegovačke oružane sile, jer kako navodi "bez nje, objektivno nema suverenosti i nema poštivanja elementarnih normi pravne države".
Travnja 1993. godine u Sarajevu je osnovana Hrvatska seljačka stranka BiH. Statut HSS-a Bosne i Hercegovine napisali su Hrvoje Ištuk, zatim visoki dužnosnik SDB-a BiH Jozo Jozić i pripadnik vojne sigurnosti Armije BiH Stanko Slišković.
Tijekom kolovoza 1993. godine u Sarajevu se pristupilo osnivanju koordinacijskog tijela hrvatskih stranaka, Crkve i Napredka. Cilj je bio suzbijanje sukoba HVO i Armije BiH i rješavanje otvorenih pitanja. Tako je 10. rujna 1993. godine ustrojen Hrvatski koordinacijski odbor (HKO). Hrvoje Ištuk je izabran za tajnika HKO.
Sudjelovao je i na Saboru Hrvata u veljači 1994. godine u Sarajevu.
Na prvom zasjedanju Sabora Hrvata u veljači 1994. utemeljeno je Hrvatsko narodno vijeće Bosne i Hercegovine kao njegovo izvršno tijelo. Na temelju Deklaracije, prihvaćene na zasjedanju Sabora Hrvata 06.02.1994. godine, postignut je Washingtonski sporazum i zaustavljen rat između Bošnjaka i Hrvata.
1995. je bio član Suda časti Bosanskohercegovačke paneuropske unije osnovane 27. studenoga 1995. u Sarajevu. 
Bio je dugogodišnji član HKD "Napredak".
Nakon usvajanja Odluke o uspostavi Hrvatske zajednice Herceg Bosne i Statuta, na sjednici Glavnog vijeća od 5. studenoga 1997. godine formirani su odjeli kao tijela Glavnog vijeća, a Ištuk je imenovan u Odjel za ustavna i politička pitanja Hrvatske zajednice Herceg-Bosne.
Umro je 22. veljače 2002. u Sarajevu. Pokopan je 24. veljače na gradskom groblju Sultanovićima u Bugojnu.

## Djela
Napisao mnogo rasprava i članaka. Objavio ih je u časopisima i novinama (Oslobođenje, BH Dani, i dr.). Pisao je o jezičnoj politici, obrazovanju i izdavaštvu.

## Vanjske poveznice
- WorldCat
- Hrvoje Ištuk o smrti Branka Mikulića: Odlazak velikog Bosanca[neaktivna poveznica], BH Dani, 5. travnja 2002.